# Paraleptastacus laurenticus
Paraleptastacus laurenticus är en kräftdjursart som beskrevs av Nicholls 1940. Paraleptastacus laurenticus ingår i släktet Paraleptastacus och familjen Leptastacidae. Inga underarter finns listade i Catalogue of Life.